# Нитрид диниобия
Нитрид диниобия — бинарное неорганическое соединение 
металла ниобия и азота
с формулой Nb2N,
серые или чёрные кристаллы,
не растворимые в воде.

## Получение
- Действие азота на порошкообразный ниобий:

{\displaystyle {\mathsf {4Nb+N_{2}\ {\xrightarrow {1200-1500^{o}C}}\ 2Nb_{2}N}}}

## Физические свойства
Нитрид диниобия образует серые или чёрные кристаллы
гексагональной сингонии,
пространственная группа P 63/mmc,
параметры ячейки a = 0,3056 нм, c = 0,4995 нм, Z = 1.
В зависимости от способа получения продукт имеет значительные отклонения от стехиометрического состава в сторону уменьшения количества ниобия.